# Налётов, Михаил Петрович
Михаил Петрович Налётов (1869 — 30 марта 1938) — русский и советский военный инженер-изобретатель, создатель первого в мире подводного минного заградителя — подводной лодки «Краб».

## Биография
Родился в Астрахани в семье служащего. В детстве начал увлекаться механикой. Учился в Петербургском технологическом институте, но после смерти отца был вынужден прервать учёбу. Экстерном сдал экзамены на техника путей сообщения и уехал в Порт-Артур на строительство порта Дальний. В Петербурге он известен как изобретатель велосипеда оригинальной конструкции и различных механических игрушек. Одним из его увлечений было изготовление действующих моделей подводных лодок.
В 1904 году в Порт-Артуре разработал проект подводного минного заградителя и в том же году построил его на свои средства. Сам он по поводу строительства лодки писал:
Первая мысль вооружить минами заграждения подводную лодку пришла мне в голову в день гибели (31 марта) броненосца «Петропавловск», взорвавшегося на японской мине, свидетелем чего я был. Взрыв двух японских броненосцев 22 мая на наших минах, поставленных у Порт-Артура, еще раз показал силу минного оружия и окончательно укрепил во мне мысль о необходимости создания нового типа боевого корабля — подводного минного заградителя. Такой корабль решал задачу постановки мин у неприятельских берегов и тогда, когда мы морем не владели.
Осенью заградитель водоизмещением 25 т вооруженный 4 минами прошёл испытания на глубине 9 метров. Заградитель пришлось уничтожить в связи со сдачей Порт-Артура японцам. За активное участие в обороне Порт-Артура награждён Георгиевским крестом.
В 1906 году Налетов вернулся в Петербург. В течение короткого срока детально разработал совершенно новый проект подводного минного заградителя водоизмещением 300 т, а в следующем году создал ещё два варианта этого же проекта для кораблей водоизмещением 450 и 470 т. В 1907 году на основе последнего варианта, утверждённого Морским министерством, был создан окончательный проект заградителя водоизмещением около 500 т. В 1909 году в Николаеве на заводе «Наваль» состоялась закладка корпуса корабля нового типа, которого назвали «Краб» и был спущен на воду в Николаеве в 1912 году. Для оснащения заградителя Налетов разработал специальную мину и систему сбрасывания мин, которая позволяла нести на борту 60 мин, в то время как немецкие лодки при таком водоизмещении могли нести до 18 мин.
После Октябрьской революции работал старшим инженером в отделе главного механика на Кировском заводе в Петрограде — Ленинграде (до 1934 года). Когда в 1935 году на дне Чёрного моря был найден затопленный англичанами «Краб», Налётов разработал проект его восстановления и модернизации, однако ввиду наличия новых подлодок-минзагов, старую лодку не стали восстанавливать.
Умер 30 марта 1938 года, до последних дней работая над совершенствованием подводных минных заградителей.